# آزمون شناختی
آزمون‌های شناختی ارزیابی کنندهٔ ظرفیت‌های شناختی انسان‌ها و حیوانات هستند. آزمون‌هایی که بر روی انسان‌ها انجام می‌شود شامل انواع آزمون‌های ضریب هوشی ست. آن دسته از آزمون‌ها که بر روی حیوانات اجرا می‌شود شامل آزمون آینه (آزمونی از خودآگاهی بصری) و مارپیچ T است (که توانایی یادگیری را می‌آزماید). اینگونه مطالعات در تحقیقات مربوط به فلسفهٔ ذهن و روانشناسی مهم هستند، همچنین در تعیین هوش انسان و حیوان.
آزمون‌های شناختی امروزی نشأت گرفته از فعالیت‌های جیمز مک کین کتل می‌باشد که واژهٔ «آزمون‌های روانی» را ابداع کرد. آن‌ها پیشرفت آزمون‌های فیزیکی و فیزیولوژیکی فرانسیس گالتون رو دنبال کردند. به عنوان مثال، گالتون قدرت چنگ و بلندی و وزن را اندازه گرفت. او در سال ۱۸۸۰ یک «آزمایشگاه تن سنجی» ایجاد کرد که مشتریان آن برای اندازه‌گیری ویژگی‌های فیزیکی و فیزیولوژیکی هزینه می‌پرداختند.
اندازه‌گیری‌های گالتون نفوذ بسیار زیادی بر روان‌شناسی داشت. کتل رویکرد اندازه‌گیری را با اندازه‌گیری ساده‌ای از ادراک ادامه داد.
آزمون‌های کتل، در نهایت به لطف رویکرد تست باتری آلفرد بینه رها شد.